# 唐经天
唐经天（1983年7月—），男，汉族，重庆潼南人，中华人民共和国政治人物。研究生学历，工学硕士。曾任四川航天技术研究院总体设计部软件研究设计室主任，现任共青团四川省委书记。